# Pseudoduganella aquatica
Pseudoduganella aquatica es una especie de  bacteria gramnegativa del género Pseudoduganella. Fue descrita en el año 2022. Su etimología hace referencia a acuática. Anteriormente se describió cómo Massilia aquatica en el 2020, aunque ese nombre ya estaba utilizado. Es anaerobia facultativa y móvil por varios flagelos. Tiene un tamaño de 1-1,2 μm de ancho por 2,7-3,6 μm de largo. Forma colonias convexas y pálidas. Temperatura de crecimiento entre 4-34 °C, óptima de 24 °C. Catalasa y oxidasa positivas. Es sensible a carbenicilina, piperaciclina, cefuroxima, amikacina, gentamicina, kanamicina, neomicina, tetraciclina, doxiciclina, minociclina, norfloxacino, ciprofloxacino, vancomicina y sulfametoxazol. Resistente a oxacilina, cloranfenicol y clindamicina. Tiene un contenido de G+C de 65,3%. Se ha aislado de un río en China. 